# Daun
Daun este un oraș din landul Renania-Palatinat, Germania. El este situat în districtul Vulkaneifel, în partea de sud a regiunii Eifel pe valea râului Lieser. Relieful este caracteristic unei regiuni vulcanice, în apropiere fiind câteva lacuri vulcanice numite maare. Orașul are un muzeu numit „Vulkanmuseum” și este a devenit datorită izvoarelor minerale o stațiune balneo-climaterică.
1. ↑   https://stadt-daun.de/, accesat în 10 martie 2025 Lipsește sau este vid: |title= (ajutor)
2. ↑  Alle politisch selbständigen Gemeinden mit ausgewählten Merkmalen am 31.12.2018 (4. Quartal) (în germană), Statistisches Bundesamt[*], arhivat din original la 10 martie 2019, accesat în 10 martie 2019